# Olivier Damaisin
Pour les articles homonymes, voir Damaisin.
Olivier Damaisin est un homme politique français, engagé pour la ruralité, né le 5 août 1966 à Romans-sur-Isère. Il est député de la 3e circonscription de Lot-et-Garonne de 2017 à 2022.

## Biographie
En 2001, Olivier Damaisin devient adjoint au maire de Beauville (commune rurale du Lot-et-Garonne) et vice-président de la communauté de communes Porte d'Aquitaine en Pays de Serres chargé de la Petite enfance.
Candidat de La République en marche aux élections législatives de 2017 dans la 3e circonscription de Lot-et-Garonne, il est élu député avec 60,4 % des voix au second tour face au candidat du Front national.
En juillet 2019, à l'occasion de la remise en jeu des postes au sein de la majorité, il se porte candidat à la vice-présidence de l'Assemblée en se présentant comme le député de la ruralité.
Candidat à sa réélection en 2022, il est éliminé au premier tour au profit des candidats de LFI et du RN et refuse de choisir entre les deux. 

## Prises de position

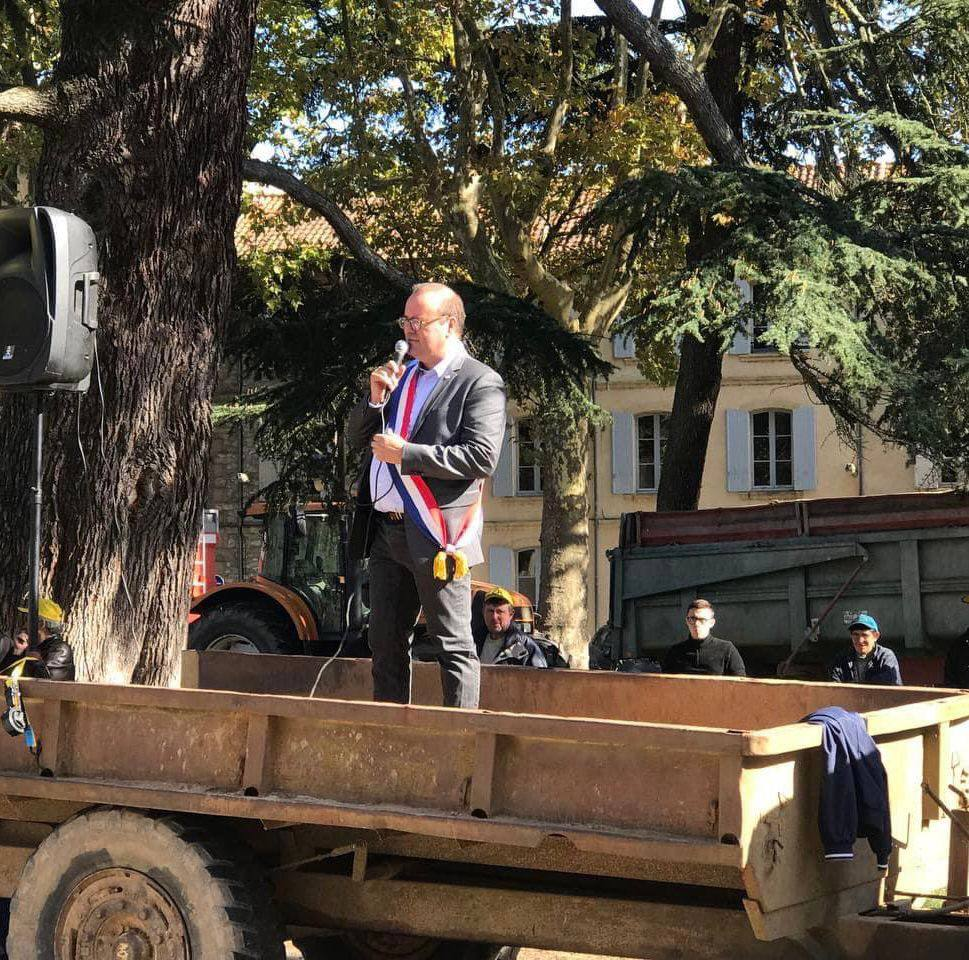
Olivier Damaisin en janvier 2022 lors d'une manifestation agricole en Lot-et-Garonne.

En outre, lors du débat sur la limitation de vitesse de circulation à 80 km/h, Olivier Damaisin déplore l'absence de débat et de discussion à l'Assemblée nationale et réaffirme son opposition à cette expérimentation. Il propose ainsi que les Conseils départementaux soient compétents pour décider de cette mesure, afin notamment de ne pas pénaliser les populations rurales.

## Suite de la carrière
Le 1er avril 2023, le ministre de l'Agriculture et de la Souveraineté alimentaire Marc Fesneau l’installe dans les fonctions de Coordinateur national interministériel du plan prévention mal-être en agriculture où il succède à Daniel Lenoir.